# فرودگاه بنالا
فرودگاه بنالا (به انگلیسی: Benalla Airport) یک فرودگاه همگانی با کد یاتا BLN است که یک باند فرود قیر دارد و طول باند آن ۱۰۴۳ متر است. این فرودگاه در کشور کانادا قرار دارد و در ارتفاع ۱۷۳ متری از سطح دریا واقع شده‌است.